# Mees Laros
Mees Laros ('s-Hertogenbosch, 29 mei 2005) is een Nederlands voetballer die bij voorkeur als verdediger voor FC Den Bosch speelt. Hij kan ook uit de voeten als middenvelder.

## Carrière
Hij debuteerde op 4 augustus 2023 in de thuiswedstrijd van FC Den Bosch tegen TOP Oss (1-0). Laros kwam in de tweeënzeventigste minuut in het veld als vervanger van Rik Mulders. Vlak voor tijd maakte hij bijna de 2-0 voor de thuisploeg.
Op 14 november 2023 tekende hij zijn eerste profcontract bij FC Den Bosch, tot 30 juni 2026.
Zijn eerste basisplaats was op 11 februari 2024. In het met 3-0 verloren uitduel met ADO Den Haag werd hij na eenenzestig minuten vervangen door Vieri Kotzebue.
Mees Laros is de zoon van Jago Laros, die eveneens in de jeugdopleiding van FC Den Bosch speelde. Zijn profcarrière duurde echter maar één seizoen.
Op 18 november 2024 werd het contract van de geboren Bosschenaar, die inmiddels als linker middenvelder speelt, opengebroken en verlengd tot de zomer van 2028. Op 31 januari 2025 maakte Laros zijn eerste doelpunt in het betaald voetbal. In de met 3-0 gewonnen thuiswedstrijd tegen FC Volendam schoot hij op aangeven van Danny Verbeek in de tweeënzeventigste minuut de laatste treffer binnen.

## Statistieken
| Seizoen                       | Club           | Land           | Competitie     | Competitie | Competitie | Beker | Beker | Overig | Overig | Totaal | Totaal |
| Seizoen                       | Club           | Land           | Competitie     | Wed.       | Dlp.       | Wed.  | Dlp.  | Wed.   | Dlp.   | Wed.   | Dlp.   |
| ----------------------------- | -------------- | -------------- | -------------- | ---------- | ---------- | ----- | ----- | ------ | ------ | ------ | ------ |
| 2023/24                       | FC Den Bosch   | Nederland      | Eerste divisie | 16         | 0          | 0     | 0     | 0      | 0      | 16     | 0      |
| 2024/25                       | FC Den Bosch   | Nederland      | Eerste divisie | 36         | 2          | 1     | 0     | 4      | 0      | 41     | 2      |
| 2025/26                       | FC Den Bosch   | Nederland      | Eerste divisie | 1          | 0          | 0     | 0     | 0      | 0      | 1      | 0      |
| Carrièretotaal                | Carrièretotaal | Carrièretotaal | Carrièretotaal | 53         | 2          | 1     | 0     | 4      | 0      | 58     | 2      |
| Bijgewerkt op 9 augustus 2025 |                |                |                |            |            |       |       |        |        |        |        |